# Erik Sandell (ingenjör)
Erik Sandell, född 15 juli 1836 i Järvsö socken, Gävleborgs län, död 23 juni 1878 i Paris, var en svensk järnvägsbyggare.
Sandell, som var av bondesläkt, var student vid Uppsala universitet och deltog under Claes Adolf Adelsköld i byggandet av Gävle-Dala Järnväg. Han genomgick 1859–61 Högre artilleriläroverket på Marieberg, blev 1863 löjtnant i Väg- och vattenbyggnadskåren och var 1863–1866 chef för byggnaderna vid järnvägslinjen Köping-Uttersberg samt 1866 överingenjör vid Köping-Arbogabanan. 
Efter att Sandell återkommit från en utländsk resa, påyrkade han i föredrag de smalspåriga järnvägarnas användande i Sverige. Bland de många banor han byggde kan nämnas: Karlshamn-Vislandabanan 1872–1874, Utsjöbanan i Dalarna och Uddeholmsbanan i Värmland  1873–1876 samt tillika med norrmannen Jonas Wessel två tredjedelar av Motala-Hallsbergsbanan 1871–1873, Stockholm-Västerås-Bergslagens Järnväg 1872–1875 och järnvägen genom Dalsland till norska gränsen 1875–1878. Han utnämndes 1876 till kapten i ovannämnda kår.